# Stopplaats Gelselaar
Gelselaar (geografische afkorting Gel) was een stopplaats nabij de Gelderse plaats Gelselaar aan de voormalige spoorlijn Neede - Hellendoorn. De stopplaats was geopend van 1 mei 1910 tot 5 juni 1925. De ligging was enkele kilometers ten oosten van de kern Gelselaar, doordat de bewoners van Markvelde gepleit hadden dat de spoorlijn en halte dichter bij hun kern kwam te liggen. De lokale straatnaam heet hier nog steeds 't Halt.
Het stationsgebouw was de locatie van ‘De Kruidenhof’, het huis van mejuffrouw Rosmarijn uit de tv-serie De Zevensprong uit 1982. Anno 2018 is het een bed & breakfast onder de naam 'Spoor 1A'.